# Haworthia maculata var. livida
Haworthia maculata var. livida és una varietat de Haworthia maculata del gènere Haworthia de la subfamília de les asfodelòidies.

## Descripció
Haworthia maculata var. livida és una planta suculenta compacta petita perennifòlia. Creix solitària amb una roseta d'entre 3 a 4 cm, amb fulles verticals clares i verticals amb taques parcialment peludes. Les seves fulles són més amples que H. pubescens, menys pubescents i nombroses.

## Distribució i hàbitat
Aquesta varietat creix a la província sud-africana del Cap Occidental, concretament a Lemoenpoort, on creix a la part alta dels vessants. Creix profundament enterrat al sòl sorrenc o a les escletxes de les roques, ben amagades als ulls dels depredadors.

## Taxonomia
Haworthia maculata var. livida va ser descrita per (M.B.Bayer) M.B.Bayer i publicat a Haworthiad, Sp. ed.: 10, a l'any 2012.
Etimologia
Haworthia: nom en honor del botànic britànic Adrian Hardy Haworth (1767-1833).
maculata: epítet llatí que significa "tacatet, contaminat, profanat".
var. livida: epítet llatí que significa "gris blavós".
Sinonímia
- Haworthia pubescens var. livida M.B.Bayer, Haworthia Revisited: 134 (1999). (Basiònim/Sinònim substituït)
- Haworthia maraisii var. livida (M.B.Bayer) M.Hayashi, Haworthia Study 3: 13 (2000).
- Haworthia intermedia var. livida (M.B.Bayer) Esterhuizen, Alsterworthia Int. 3(1): 12 (2003).[6]